# 尼德基兴
尼德基兴是德国莱茵兰-普法尔茨州的一个市镇。总面积23.85平方公里，总人口1985人，其中男性983人，女性1002人（2011年12月31日），人口密度83人/平方公里。